# Haapajärvi centraltätort
Haapajärvi centraltätort (finska: Haapajärven keskustaajama) är en tätort och centralort i Haapajärvis stad (kommun) i landskapet Norra Österbotten i Finland. Vid tätortsavgränsningen den 31 december 2021 hade tätorten 4 280 invånare och omfattade en landareal av 16,36 kvadratkilometer.
I tätorten ligger Haapajärvi kyrka. Orten ligger vid järnvägen Idensalmi–Ylivieska-banan och har en järnvägsstation.

## Befolkningsutveckling
| Befolkningsutvecklingen i Haapajärvi centraltätort 1960–2021                       | Befolkningsutvecklingen i Haapajärvi centraltätort 1960–2021 | Befolkningsutvecklingen i Haapajärvi centraltätort 1960–2021 | Befolkningsutvecklingen i Haapajärvi centraltätort 1960–2021 | Befolkningsutvecklingen i Haapajärvi centraltätort 1960–2021 |
| ---------------------------------------------------------------------------------- | ------------------------------------------------------------ | ------------------------------------------------------------ | ------------------------------------------------------------ | ------------------------------------------------------------ |
|                                                                                    |                                                              |                                                              |                                                              |                                                              |
| År                                                                                 |                                                              |                                                              | Folkmängd                                                    | Landareal (km²)                                              |
| 1960                                                                               | 1960                                                         |                                                              | 2 895                                                        | 11,80                                                        |
| 1970                                                                               | 1970                                                         |                                                              | 3 135                                                        | 10,78                                                        |
| 1980                                                                               | 1980                                                         |                                                              | 3 688                                                        | 5,8                                                          |
| 1985                                                                               | 1985                                                         |                                                              | 3 885                                                        |                                                              |
| 1990                                                                               | 1990                                                         |                                                              | 5 300                                                        | 24,6                                                         |
| 1995                                                                               | 1995                                                         |                                                              | 5 315                                                        | 21,2                                                         |
| 2000                                                                               | 2000                                                         |                                                              | 5 371                                                        | 20,5                                                         |
| 2005                                                                               | 2005                                                         |                                                              | 5 173                                                        | 20,9                                                         |
| 2010                                                                               | 2010                                                         |                                                              | 4 687                                                        | 14,29                                                        |
| 2015                                                                               | 2015                                                         |                                                              | 4 704                                                        | 15,45                                                        |
| 2020                                                                               | 2020                                                         |                                                              | 4 379                                                        | 16,79                                                        |
| 2021                                                                               | 2021                                                         |                                                              | 4 280                                                        | 16,36                                                        |
| Anm.: 1960-1970 som Kyrkby (Haapajärvi). 1980-1990 som Centraltätort (Haapajärvi). |                                                              |                                                              |                                                              |                                                              |